# Gwatemala na Letnich Igrzyskach Olimpijskich 2024
Gwatemala na Letnich Igrzyskach Olimpijskich 2024 – występ kadry sportowców reprezentujących Gwatemalę na igrzyskach olimpijskich, które odbyły się w Paryżu we Francji, w dniach 26 lipca – 11 sierpnia 2024.
Reprezentacja Gwatemali liczyła szesnaścioro zawodników – sześć kobiet i dziesięciu mężczyzn, którzy wystąpili w 7 dyscyplinach.
Był to szesnasty start Gwatemali na letnich igrzyskach olimpijskich.

## Zdobyte medale
Gwatemalczycy zdobyli dwa medale – 1 złoty i 1 brązowy. Oba były zasługą strzelców – złoto Adriany Ruano i brąz Jeana Pierra Brola. Były to kolejno 2 i 3 medal dla Gwatemali w całej historii jej startów na igrzyskach olimpijskich.
Był to najlepszy wynik w dotychczasowej historii startów tego państwa na letnich igrzyskach olimpijskich i poprawienie dotychczas najlepszego wyniku z igrzysk Londynie w 2012. Gwatemalczycy po raz pierwszy w historii zdobyli złoto i brąz igrzysk olimpijskich oraz po raz pierwszy w historii zdobyli więcej niż 1 medal na jednych igrzyskach olimpijskich.
| Data     | Medal | Zawodnik         | Dyscyplina  | Konkurencja |
| -------- | ----- | ---------------- | ----------- | ----------- |
| 30 lipca | Brąz  | Jean Pierre Brol | Strzelectwo | trap (m)    |
| 31 lipca | Złoto | Adriana Ruano    | Strzelectwo | trap (k)    |

## Reprezentanci

### Badminton
| Zawodnik     | Konkurencja | Faza grupowa     | Faza grupowa     | Faza grupowa     | Faza grupowa | 1/8 finału       | Ćwierćfinały     | Półfinały        | Finał            | Finał | Źródło |
| Zawodnik     | Konkurencja | Przeciwnik Wynik | Przeciwnik Wynik | Przeciwnik Wynik | Poz.         | Przeciwnik Wynik | Przeciwnik Wynik | Przeciwnik Wynik | Przeciwnik Wynik | Poz.  | Źródło |
| ------------ | ----------- | ---------------- | ---------------- | ---------------- | ------------ | ---------------- | ---------------- | ---------------- | ---------------- | ----- | ------ |
| Kevin Cordón | singel (m)  | Sen P 0–2        | Christie P WO    | Carraggi P WO    | 4.           | NQ               | NQ               | NQ               | NQ               | NQ    | [ 1 ]  |

### Judo
| Zawodnik         | Konkurencja | 1/16              | 1/8              | Ćwierćfinał      | Półfinał         | Repasaże         | Finał / 3. miejsce | Finał / 3. miejsce | Źródła |
| Zawodnik         | Konkurencja | Przeciwnik Wynik  | Przeciwnik Wynik | Przeciwnik Wynik | Przeciwnik Wynik | Przeciwnik Wynik | Przeciwnik Wynik   | Pozycja            | Źródła |
| ---------------- | ----------- | ----------------- | ---------------- | ---------------- | ---------------- | ---------------- | ------------------ | ------------------ | ------ |
| Jacqueline Solís | -48 kg (k)  | Whitebooi P 01–10 | NQ               | NQ               | NQ               | NQ               | NQ                 | NQ                 | [ 2 ]  |

### Lekkoatletyka
| Zawodnik                | Konkurencja        | Runda 1 | Runda 1 | Runda 2 | Runda 2 | Półfinał | Półfinał | Finał   | Finał   | Źródło |
| Zawodnik                | Konkurencja        | Wynik   | Miejsce | Wynik   | Miejsce | Wynik    | Miejsce  | Wynik   | Miejsce | Źródło |
| ----------------------- | ------------------ | ------- | ------- | ------- | ------- | -------- | -------- | ------- | ------- | ------ |
| Érick Barrondo          | chód na 20 km (m)  | —       | —       | —       | —       | —        | —        | 1:26:19 | 43.     | [ 3 ]  |
| José Alejandro Barrondo | chód na 20 km (m)  | —       | —       | —       | —       | —        | —        | 1:24:17 | 38.     | [ 4 ]  |
| Mariandrée Chacón       | bieg na 100 m (k)  | 11.90   | 12. Q   | 12.06   | 70.     | NQ       | NQ       | NQ      | NQ      | [ 5 ]  |
| Alberto González Mindez | maraton (m)        | —       | —       | —       | —       | —        | —        | 2:22:12 | 66.     | [ 6 ]  |
| Luis Grijalva           | bieg na 5000 m (m) | —       | —       | —       | —       | 13:58.81 | 16.      | NQ      | NQ      | [ 7 ]  |

### Pięciobój nowoczesny
| Zawodnik         | Konkurencja | Szermierka | Szermierka | Szermierka | Szermierka | Pływanie | Pływanie | Pływanie | Jazda konna | Jazda konna | Jazda konna | Jazda konna | Kombinacja: strzelanie/bieg przełajowy | Kombinacja: strzelanie/bieg przełajowy | Kombinacja: strzelanie/bieg przełajowy | Suma punktów | Pozycja | Źródło |
| Zawodnik         | Konkurencja | RK         | RB         | M.         | Punkty     | Czas     | M.       | Punkty   | Kary        | Czas        | M.          | Punkty      | Czas                                   | M.                                     | Punkty                                 | Suma punktów | Pozycja | Źródło |
| ---------------- | ----------- | ---------- | ---------- | ---------- | ---------- | -------- | -------- | -------- | ----------- | ----------- | ----------- | ----------- | -------------------------------------- | -------------------------------------- | -------------------------------------- | ------------ | ------- | ------ |
| Andres Fernandez | mężczyźni   | 200        | 0          | 14.        | 200        | 1:59.23  | 2.       | 312      | 0           | 57.14       | 13.         | 286         | 10:36.88                               | 14.                                    | 664                                    | 1462         | 13.     | [ 8 ]  |
| Sophia Hernández | kobiety     | 200        | 2          | 13.        | 202        | 2:22.83  | 16.      | 265      | 0           | 58.23       | 11.         | 293         | 12:45.04                               | 16.                                    | 535                                    | 1295         | 16.     | [ 9 ]  |

### Pływanie
| Zawodnik       | Konkurencja               | Eliminacje | Eliminacje | Półfinał | Półfinał | Finał | Finał | Źródło |
| Zawodnik       | Konkurencja               | Czas       | Poz.       | Czas     | Poz.     | Czas  | Poz.  | Źródło |
| -------------- | ------------------------- | ---------- | ---------- | -------- | -------- | ----- | ----- | ------ |
| Erick Gordillo | 200 m st. zmiennym (m)    | 2:02.24    | 18.        | NQ       | NQ       | NQ    | NQ    | [ 10 ] |
| Lucero Mejía   | 100 m st. grzbietowym (k) | 1:03.42    | 28.        | NQ       | NQ       | NQ    | NQ    | [ 11 ] |

### Strzelectwo
| Zawodnik           | Konkurencja | Kwalifikacje | Kwalifikacje | Finał | Finał   | Źródło |
| Zawodnik           | Konkurencja | Wynik        | Pozycja      | Wynik | Pozycja | Źródło |
| ------------------ | ----------- | ------------ | ------------ | ----- | ------- | ------ |
| Sebastián Bermúdez | skeet (m)   | 117          | 21.          | NQ    | NQ      | [ 12 ] |
| Jean Pierre Brol   | trap (m)    | 122          | 5. Q         | 35    | brąz    | [ 13 ] |
| Adriana Ruano      | trap (k)    | 122          | 3. Q         | 45    | złoto   | [ 14 ] |
| Waleska Soto       | trap (k)    | 115          | 19.          | NQ    | NQ      | [ 15 ] |

### Żeglarstwo
| Zawodnik            | Konkurencja | Wyścig | Wyścig | Wyścig | Wyścig | Wyścig | Wyścig | Wyścig | Wyścig | Wyścig   | Wyścig   | Wyścig | Punkty | Finałowa pozycja | Źródło |
| Zawodnik            | Konkurencja | 1      | 2      | 3      | 4      | 5      | 6      | 7      | 8      | 9        | 10       | M*     | Punkty | Finałowa pozycja | Źródło |
| ------------------- | ----------- | ------ | ------ | ------ | ------ | ------ | ------ | ------ | ------ | -------- | -------- | ------ | ------ | ---------------- | ------ |
| Juan Ignacio Maegli | ILCA 7      | 21     | 22     | 8      | 3      | 9      | 33     | 44     | 15     | odwołany | odwołany | NQ     | 111    | 16.              | [ 16 ] |